# Over the Limit 2011
Over the Limit 2011 was een pay-per-viewevenement in het professioneel worstelen geproduceerd door WWE. Dit evenement was de 2de editie van Over the Limit en vond plaats in het KeyArena in Seattle op 22 mei 2011.

## Achtergrond
Tijdens de Raw-aflevering op 9 mei 2011 won The Miz de "Number 1 Contender" WWE Championship match van Rey Mysterio en Alberto Del Rio. Op diezelfde avond ging Jack Swagger voor Michael Cole in op de vraag van Jerry Lawler voor een match.

## Matchen
| Nr.                                                                          | Match | Winnaar(s)                                     |
| ---------------------------------------------------------------------------- | --- | ---------------------------------------------- |
| 1                                                                            | R-Truth vs. Rey Mysterio in een een-op-eenmatch                                                                   | R-Truth                                        |
| 2                                                                            | Wade Barrett (c) vs. Ezekiel Jackson in een een-op-eenmatch voor het WWE Intercontinental Championship            | Ezekiel Jackson (nc) ; diskwalificatie Barrett |
| 3                                                                            | Sin Cara vs. Chavo Guerrero in een een-op-eenmatch                                                                | Sin Cara                                       |
| 4                                                                            | Big Show & Kane (c) vs. The Nexus (CM Punk & Mason Ryan) in een tag team match voor het WWE Tag Team Championship | Big Show & Kane (c)                            |
| 5                                                                            | Brie Bella (c) (met Nikki Bella) vs. Kelly Kelly in een een-op-eenmatch voor het WWE Divas Championship           | Brie Bella (c)                                 |
| 6                                                                            | Randy Orton (c) vs. Christian in een een-op-eenmatch voor het WWE World Heavyweight Championship                  | Randy Orton (c)                                |
| 7                                                                            | Jerry Lawler vs. Michael Cole in een Kiss My Feet match                                                           | Jerry Lawler                                   |
| 8                                                                            | John Cena (c) vs. The Miz (met Alex Riley) in een "I Quit" match voor het WWE Championship                        | John Cena (c)                                  |
| (c) huidige kampioen voor en na de match \| (nc) nieuwe kampioen na de match | |                                                |